# Militia portalis
La militia portalis (en húngaro: telekkatonaság), también conocida como milicia campesina, fue la primera institución que aseguró la participación permanente de los campesinos en la defensa del Reino de Hungría. Se estableció cuando la Dieta de Hungría obligó a todos los terratenientes a equipar a un arquero por veinte parcelas campesinas en sus propiedades para servir en el ejército real en 1397. Los soldados poco profesionales debían servir solo en la milicia durante el período de emergencia.